# Oliveto Citra
Oliveto Citra est une commune italienne de la province de Salerne, dans la région Campanie.

## Administration
| Période                                  | Période | Identité | Étiquette | Qualité |
| ---------------------------------------- | ------- | -------- | --------- | ------- |
|                                          |         |          |           |         |
| Les données manquantes sont à compléter. |         |          |           |         |

### Hameaux
Casale, Dogana, Civita, Aia Sofia, Turni, Puceglia, Fontana Volpacchio, San Sisto, Filette, San Nicola.

### Communes limitrophes
Campagna, Colliano, Contursi Terme, Senerchia, Valva.

## Personnalités liées à la commune
- Cosimo Gallotta (1977-), joueur de volley-ball, y est né.
- Vincenzo Albanese (1996-), coureur cycliste professionnel, y est né.